# Rubè
Rubè è un romanzo di Giuseppe Antonio Borgese pubblicato per la prima volta da Treves nel 1921.
Il libro si divide in quattro parti e ventiquattro capitoli ed è stato ripubblicato da Mondadori a partire dal 1928 e ripubblicato, sempre da Mondadori, negli Oscar nel 1974 con una introduzione di Luciano De Maria e negli Oscar classici moderni nel 1994 con uno scritto di Guido Piovene.

## Trama
Il protagonista è Filippo Rubè, un giovane non ancora trentenne che arriva a Roma, da una regione del sud Italia, per fare pratica d'avvocato presso uno studio legale.
Filippo era dotato di tutte le doti per riuscire nella carriera forense, tipiche di un giovane meridionale e possedeva "una logica da spaccare il capello in quattro, un fuoco oratorio che consumava l'argomentazione avversaria fino all'osso e una certa fiducia d'essere capace di grandi cose".
Allo scoppio della prima guerra mondiale, Rubè si fa trascinare dalla propaganda interventista dei marinettiani e si convince ad arruolarsi come volontario nel reggimento di artiglieria guidato dal maggiore Berti.

Conosce Eugenia, la figlia del maggiore Berti, giovane di una bellezza "lineare come una vergine preraffaellita conciliatrice del sonno e della morte".
L'impatto con la guerra risulta però traumatico per il giovane Filippo che, sconvolto da un breve bombardamento, cade in un forte stato di depressione.

Nel frattempo Eugenia aveva raggiunto il padre al fronte come infermiera e Rubè le confida il suo stato e i suoi tormenti. Tra i due giovani inizia una relazione.
Il giovane, a causa della depressione di cui soffre, ottiene un permesso per un mese di convalescenza che trascorre a Calinni, suo paese natale.
Trascorso il mese di convalescenza, Filippo ritorna al fronte. Lì, durante uno scontro sugli Altipiani, viene ferito a un polmone.
Trascorre una lunga degenza ad Udine e in seguito ritorna a Roma dove ritrova Eugenia che convince a diventare la sua amante.
Iniziano un rapporto fatto di attrazione e repulsione, segnato dalla "cupidigia" di Filippo e dell'"inespresso rancore" di Eugenia costretta a squallidi incontri clandestini.
Nel frattempo Rubè accetta di recarsi a Parigi in missione, dove conosce Celestina Lambert, la moglie di un generale, che ascolta con comprensione la confessione delle contraddizioni e delle angosce di Filippo ma ne rifiuta le avances.
Alla fine della guerra Filippo si trasferisce a Milano, trova un impiego presso un'industria metallurgica e sposa Eugenia. Ma il matrimonio non serve a riavvicinare i due giovani che rimangono completamente incapaci di comprendersi affettivamente.
A causa di alcune sue estemporanee esternazioni di simpatia per i movimenti socialisti,  Rubè viene licenziato con la scusa ufficiale della crisi economica che colpisce anche l'impresa in cui egli lavora. Nello stesso tempo riceve dalla moglie la notizia della sua gravidanza e ciò lo fa cadere in una disperata angoscia.
A Milano intanto Filippo ritrova un ufficiale conosciuto al fronte, Garlandi, che indossa la camicia nera e si lascia convincere a partecipare ad un'adunanza fascista.
Dopo l'adunanza l'amico lo trascina in una bisca, dove Rubè vince una forte somma alla roulette. Grazie alla vincita, Rubé pensa di concedersi una vacanza a Parigi.
Nel viaggio verso Parigi, Filippo fa una sosta a Stresa, nei cui pressi ritrova Celestina Lambert. La donna aveva progettato inizialmente di andare in villeggiatura all'Isola Bella, ma restandone delusa aveva affittato un villino sulla terraferma. Tra i due esplode una forte passione, ma durante una gita sul lago, a causa di un temporale, la barca si rovescia e Celestina annega.

Filippo viene accusato di omicidio;  in istruttoria verrà prosciolto: ma è smarrito. Tenta il ritorno al suo paese ma, giunto nelle vicinanze vistosi costretto a dividere la carrozza con un suo potenziale avversario politico (tra le ambizioni di Filippo c' era sempre stata anche quella di intraprendere prima o poi la carriera politica), il giovane rinuncia a proseguire: abbandonando, quindi,  il proposito di rivedere la madre.
Decide di ritornare da Eugenia, sperando nella sua benevolenza e perdono, e le spedisce un telegramma con l'intenzione di informarla che avrebbe fatto tappa a Bologna, prima di riprendere il viaggio per Milano.  In attesa di un telegramma di lei, che lo assicurasse che sarebbe ben accetto. Eugenia legge il telegramma; decide non di rispondere ma di raggiungerlo a Bologna. Lì però i due non si incontrano anche perché Rubè, non avendo ricevuto risposta,  si dedica a gironzolare per Bologna. Lì va ad incappare in una manifestazione socialista. Cercando di sfuggire alla calca della folla, Filippo raggiunge la testa del corteo: ma proprio lì, viene travolto a morte dalla carica della polizia a cavallo.
Viene portato all'ospedale dove muore tra le braccia di Eugenia.  La sua memoria verrà rivendicata sia dai socialisti che dai fascisti. I primi lo ricordano come un martire della causa, i secondi per il passato di "glorioso combattente".

## Analisi interiore ed esigenza di riedificazione
Il Rubè, nell'intensa ed impegnata avventura intellettuale del Borgese, rappresenta un momento di riflessione, di ripiegamento interiore, dietro la spinta degli eventi che, sconvolgendo vecchi assetti e portando alla ribalta nuove problematiche, avevano contraddetto le ingenue aspettazioni e gli slanci iniziali di vasti strati sociali.
Nella sfasatura tra il piano ideologico personale ed il piano storico completo, il proposito di assumere la formula tradizionale della narrazione, nella fattispecie del romanzo, tende a reintegrare, nella dimensione privata, un'impellenza attivistica pubblicamente non più perseguibile. Ma oltre che rispondere a tale esigenza, la scelta si rivela quale utile strumento di sondaggio delle complicate trame dello sfondo sociale del tempo. La riappropriazione della realtà sarà conseguita, all'interno delle forme letterarie, attraverso l'uso dello strumento conoscitivo operante già nella prima attività dello scrittore e costituente, per lui, l'emblema dell'intellettualità del tempo, vale a dire la disposizione critica. Nel processo di notomizzazione della coscienza di Filippo Rubè, rappresentativo quanto, e forse più, Eliseo Gaddi (protagonista del successivo romanzo I vivi e i morti) della crisi dell'uomo nel primo Novecento, è comunque perseguita un'esigenza di riedificazione. Dalle macerie della sua spiritualità il Borgese s'illudeva di veder risorgere un uomo nuovo, capace di trovare in sé la speranza in un diverso ordine etico-sociale.
Pur mirando a tale obiettivo, l'opera, tuttavia, si qualifica per la problematicità e complessità del suo messaggio, quale momento fra i più significativi nella letteratura italiana, del trapasso dal classico romanzo con “eroe problematico" al romanzo “della dissoluzione del personaggio” In esso la fragilità degli equilibri sociali, tipica del sistema capitalistico, trova piena espressione. Il Rubè finisce così col partecipare a quell'erosione delle forme tradizionali che si rivelavano inadeguate alla rappresentazione delle conflittuali realtà contemporanee. In tal senso, l'opera, al di là degli echi naturalistici, partecipa della frattura dei nessi tra uomo e mondo; fatto, questo, che, sul piano narrativo, si configura quale sovrapposizione di livelli stilistici estranei all'ordine simmetrico della prosa ottocentesca. Il Borgese, infatti, aderendo anche a modelli tipici di tale letteratura, riesce ad aggiungervi scelte indubbiamente nuove. In lui evidentemente agiva in maniera determinante l'influsso del realismo analitico, che certamente contribuiva a determinare un approdo al realismo critico. Di tale realismo Rubè costituisce una testimonianze tra le più significative.

### Biografia dell'intellettuale primonovecentesco
Non è del tutto nuova nella letteratura italiana la raffigurazione dell'intellettuale nei suoi più comuni attributi. Da Alfonso Nitti ad Emilio Brentani, da Totò Merumeni agli squallidi personaggi tozziani, analogo è l'atteggiamento di distacco e di sofferta solitudine con cui essi guardano se stessi ed il mondo. Sia supinamente rivolto ad evocare improbabili palingenesi, sia volontaristicamente impegnato in una diuturna lotta col reale, anche l'eroe borgesiano interpreta un atteggiamento particolare dell'io nei confronti della vita. In bilico tra vecchio e nuovo, memore di un passato non più credibile, ma consapevole, tuttavia, per una connaturata disposizione al criticismo, della vacuità delle proprie posizioni ideologiche, vive in sé tutte le contraddizioni, pagando in prima persona lo scotto, di una fondamentale incapacità d'integrazione sociale. Rubè è un personaggio “dalla coscienza troppo limitata per la complessità del mondo” e come tale incarna l'inettitudine dell'uomo contemporaneo nella formulazione di nuove ipotesi o nell'interpretazione dei fermenti della storia.
Un ritratto molto attento della propria generazione, tutta protesa alla ricerca della verità, con i pericoli ad essa connessi di “nichilismo conoscitivo”, viene tracciato dal Borgese in un articolo del 1904. La dispersione intellettuale è per ora riscattata nell'acquisizione di saldi e sicuri ideali: “Ora è concluso il regno di Amleto e Pascal e Leopardi. Sappiamo che anche per morire è necessario il volere […]. Il vascello fantasma s'appressa alla riva. Sale un fumo tranquillo dalla casa degli avi. Il navigatore ritorna. Un letto bianco l'attende, per dormire; due occhi buoni per amare: un altare forse per inginocchiarsi”(Borgese, Il vascello fantasma in Hermes p. 379). La delineazione, comunque, degli aspetti negativi di quell'atteggiamento costituisce di fatto il preannuncio della condizione esistenziale di Filippo Rubè a cui, per giunta, manca ogni prospettiva di collocazione etico-sociale: “Il vascello fantasma, ove sogna le isole, non trova che le nuvole. In verità somigliano a cozzi di nuvole nel cielo di marzo gli scontri dei mondi ideali che si contrastano il dominio di queste anime […]. Ma sotto a questa superficie, più fragile del ghiaccio e dei fiumi, s'apre un gorgo dove tutte le verità son sepolte insieme a tutte le menzogne, tutti i beni insieme a tutti i mali” (Borgese, Il vascello fantasma in Hermes p. 378).
In Filippo Rubè il Borgese esemplifica le contraddizioni di un'ideologia fondamentalmente borghese, la cui involuzione, da una visione eroico-superumanistica ad un atteggiamento di sterile distacco tra nichilistico e vitalistico, è testimoniata dall'alternanza dei piani conoscitivi e comportamentistici del personaggio. Ciò che manca, in effetti, a quest'ultimo è la disponibilità ad aderire ai ritmi della nuova realtà storica nei cui confronti, inadeguati si rivelano gl'ideali che ancora in lui agiscono. Di conseguenza, la vita, nell'impossibilità d'essere valutata secondo validi schemi conoscitivi, rimane il caotico regno del molteplice. In fondo, c'è nella sua coscienza come un vuoto culturale che determina il persistere di antiche e traballanti certezze. Ne consegue un volontarismo di fondo senza intima persuasione ed una perplessità che permea ogni suo atto.
L'interventismo, propugnato con tanta foga oratoria, nasce da un vago ideale di supremazia nazionale più che da una meditata ed autentica scelta. La sua stessa relazione con Eugenia Berti è più conseguenza di una scommessa con se stesso che sbocco naturale di una passione. I suoi rapporti con gli altri, d'altronde, mancano di quell'apertura indispensabile agl'incontri leali e duraturi. Un vizio di fondo ne corrode le radici: la profonda incrinatura tra la coscienza e il mondo.
La realtà è percepita attraverso l'ottica di un raziocinio senza tregua e di una spietata analisi che la rifrangono in una miriade di sfaccettature. La disorganicità fondamentale dell'intellettuale inurbato, compenetrato di logori pregiudizi e spaesato nella realtà cittadina, si disvela nel malessere esistenziale del personaggio, incapace di chiarire a se stesso per accettarle, le ragioni della propria condizione.

### Genesi di una disposizione, tra volontà di dominio e realtà
L'atteggiamento intellettuale e sentimentale tipico del personaggio borgesiano è colto dall'autore, in più punti del romanzo, nelle sue radici più profonde: “Veramente egli aveva portato qualcos'altro del suo, segnatamente una logica da spaccare il capello in quattro, un fuoco oratorio che consumava l'argomentazione avversaria fino all'osso e una certa fiducia d'essere capace di grandi cose, postagli in cuore dal padre; il quale era segretario comunale di Calunni, e, conoscendo bene l'Eneide in latino e la vita di Napoleone in francese, giudicava che tutti, a cominciare da sé medesimo, fossero intrusi in questo mondo fuorché i geni e gli eroi” (Rubè, Milano 1974, p. 5).
Il riferimento ad una formazione improntata ad una cultura al contempo fossile e mistificatrice, coglie la genesi dell'estremismo pratico e ideologico di Rubè, della sua incoerenza e della sua predisposizione ai grandi ideali.
Se, comunque, un'errata valutazione del passato può determinare la formazione di falsi abiti intellettuali, è altrettanto vero che la crisi del protagonista non è originata solamente da quel retroterra culturale, ma partecipa di una più generale crisi che investe la società borghese dei primi decenni del Novecento. Già in Luigi Pirandello e in Italo Svevo assistiamo al ribaltamento della visione di un io legislatore in un mondo problematico: un mondo le cui contraddizioni rifuggono da ogni univoco schema conoscitivo. E non è un caso, in verità, che il Borgese ci proponga, in un momento cruciale della storia, ma anche della propria attività letteraria, un personaggio travagliato come Filippo Rubè. Nel crollo degl'ideali conseguente agli esiti del primo conflitto bellico, l'accanita e lucida analisi dei suoi ritmi interiori, consente all'autore d'individuare taluni aspetti fondamentali dell'uomo del tempo: il contrasto fra aspirazioni ed ambito concreto, l'inadeguatezza d'un criterio univoco nell'interpretazione dei fatti. Emblematica al riguardo è la fine di Filippo, travolto da una carica di cavalleria e conteso da opposte fazioni come loro martire: simbolo inquietante della dinamicità dell'esistenza, della sua indisponibilità ad ogni possibile valutazione. Ma più che ad contentarsi di delineare la complessa fenomenologia del mal di vivere, quale condizione insopprimibile dell'uomo, il Borgese mira, in vece, a coglierla in una prospettiva socio-culturale: “Rubè non era ascritto a nessun partito, ma fin dalla scuola aveva assorbito idee classiche sul destino di grandezza del suo paese, ed ora le combinava con altre idee correnti sulla giustizia violata dai tedeschi” (Rubè, Milano 1974, p. 15-16).
Erano idee, queste, che l'autore siciliano, prima d'attribuirle al proprio personaggio, aveva pienamente condiviso: “solo un sentimento ci commuove […] ed è l'amore per il nostro paese, l'infrenabile desiderio di vederlo incamminarsi verso quel destino, che la grandezza della sua storia e l'eroica operosità dei suoi figli, sebben contrariate dall'inettitudine dei suoi governanti, irrefutabilmente gli assegnano” (Borgese, La guerra e l'Italia in Italia e Germania, Milano 1915, p. 217).
Ed ora si prestavano ad ispessire di motivazioni ideologiche l'operato concreto di Costui. Anche il suo esuberante raziocinio, nella dimostrazione della necessità del conflitto, si rivela come proiezione della confusa e retorica interpretazione dei fatti da parte dell'autore che in un articolo così s'esprimeva: “Dove incomincia la civiltà e l'umanità. La pace perpetua sarebbe la putrefazione del genere umano […] il primo dovere di ogni cittadino è di chiedere la guerra e di combattere il partito della neutralità come un partito di disertori…”. L'Autore che nel romanzo trova espressioni non molto dissimili: “Di propriamente suo ci metteva una implacabile e quasi ossessiva dimostrazione logica della fatalità di un intervento italiano, da cui si desumevano rigorosamente l'inutilità e il danno dell'indugio e delle distrazioni temporeggiatrici” (Rubè, Milano 1974, p. 15-16).
L'incomprensione del presente finisce così col proiettare sul reale un'ambigua luce d'ineluttabilità, ancor più evidenziata dall'incoerenza politica del personaggio: privo, tra l'altro, di simpatia verso la classe popolare: “Lo confortava qualche volta la gratitudine dei richiamati, cui spiegava su un prato i paragrafi del regolamento di disciplina riuscendo di tanto in tanto ad accendere nei loro occhi remoti un bagliore di convinzione simile al lampo inefficace che fanno i fiammiferi strofinati su una scatola umida. Ma sapeva che il suo amore per il popolo era imparato e senza spontaneità” (Rubè, Milano 1974, p. 29).
È negli schemi di una retorica imparaticcia e mistificatrice che il popolo è visto da Rubè: fra lui e quello si frappone uno schermo d'incomprensione che ostacola l'instaurazione d'autentici rapporti umani.
Quella “logica di spaccare il capello in quattro”, la presunzione di possedere “una certa fiducia d'essere capace di grandi cose” sono finzioni intellettuali che rimandano ad un fondamentale scontro del protagonista con la dura e spietata realtà (A. Momigliano, L'arte di Borgese, in "Il convegno", marzo 1917, p. 117).
Nella concretezza di Taramanna, tutta radicata nel presente ed emblematizzata dalla frase “Magnifico! Ma la vita non è fatta così”, Rubè proietta il proprio rifiuto per la vita pratica e, al contempo, il senso di disagio di chi si sente dalla parte del perdente.

### Frantumazione dei nessi sociali. Raziocinio e criticismo
La rottura dei nessi sociali, la mancanza d'osmosi tra coscienza e mondo, l'impossibilità di garantire a se stesso quel ruolo che l'appartenenza ad uno status intellettuale renderebbe auspicabile, si configurano nel protagonista del romanzo quale ricerca di schemi conoscitivi certamente compensativi e surrettizi. Ma l'evasione non lo induce tanto all'approdo in un mondo di squisite sensazioni o di mistici slanci (a tali esiti perverrà, invece, il protagonista dei Vivi e i morti), quanto alla chiusura della coscienza in una dimensione sofistica che vanifica o convalida i propri assunti secondo le circostanze. In tale ambigua operazione, principi razionalmente ineccepibili vengono ribaltati, assumono connotazioni negative: convalidando, così, l'abdicazione dei poteri dell'io a creare sistemi totalizzanti ed onnicomprensivi.
Nella lacerante tendenza del personaggio al criticismo, nella sua delirante e lucida analisi, si traduce, quindi, il disagio dell'interiorità divisa fra spinte opposte, in un momento della cultura italiana in cui, all'indagine accurata degli elementi negativi della coscienza borghese, non si contrappone una antitesi fattiva. La problematicità dell'accostamento alla vita da parte di Rubè, la mancanza d'organicità nei suoi atti, la dispersione delle sue risorse intellettuali sono conseguenze del doloroso stato dell'anima divenuta oggetto della propria indagine: “La vita non era certo la professione, di cui gli restava nel cervello, dopo il sonno popolato di immagini stracche, né più né meno di ciò che resta dentro la campana quando ha cessato di battere. Durante il giorno ci si riappassionava e spesso viveva qualche ora brillante; ma a tarda sera, mettendo la chiave nella serratura della camera mobiliata, lo poteva cogliere un subitaneo ribrezzo come se stesse per vedere l'anima sua simile a un anfiteatro dopo la rappresentazione del circo equestre: un infinito sbadiglio con cicche di sigarette e bucce di arance” (Rubè, Milano 1974, p. 6).
È una condizione di vuoto interiore che consente il rigoglioso fiorire dell'argomentazione inesorabile, ma fittizia. Il “raziocinio senza quartiere”, con cui Filippo Rubè perora la causa dell'inevitabilità della guerra, non sorregge certo la comprensione dei processi reali, ma nasce da un'artificiosa disposizione della mente alla contemplazione e all'incoerenza.
S'osservi la seguente pagina in cui il personaggio, in pieno clima bellico, s'impegna coi commilitoni in una disputa verbale, ove i principi sostenuti in precedenza a favore dell'intervento bellico vengono svuotati delle loro premesse ideali: “Soprattutto insisteva nel dimostrare che le cause nazionali e sociali della guerra erano vuoti pretesti; che la guerra si faceva perché il mondo intero era troppo saturo di vita e ora si sentiva invaso da una smania di annichilimento” (Rubè, Milano 1974, p. 100). Per cui giustificata ci sembra la battuta di Ranieri: “Perché ci vuoi togliere la fede dì'? Questa vita diventerebbe una cosa indegna”. (Rubè, Milano 1974, p. 102).
Nello sbigottito stupore di lui non può non cogliersi l'angosciosa constatazione di un'esperienza senza ideali né scopi. Agisce, al contrario, nell'atteggiamento di Rubè, un accanimento demolitore, conseguenza inevitabile di quel criticismo tipico che è della generazione borgesiana.

### Precarietà economica e rivalsa sociale
La prima pagina del romanzo pone il problema dell'insicurezza del personaggio e delle sue torbide ansie di rivalsa sociali in termini economici: “Altre volte la vita di cui avrebbe voluto rendersi ragione gli pesava come un involucro che qualcuno gli avesse affidato senza dirgliene il contenuto né più ripassasse a ritirarlo; lo affliggeva come una lettera che ingiallisse reclamando risposta. Ma di rispondere non aveva tempo. Prima di guardare a comodo il panorama e di riconoscere i luoghi doveva finire quel pezzo di erta salita senz'ombra che si chiamava la conquista del pane e del companatico non meno indispensabile del pane” (Rubè, Milano 1974, p. 102). Nella metafora della “erta salita”, con cui nella prosa fortemente analogica del romanzo, è tradotta l'istanza di fondo del piccolo borghese Rubè, è da vedere la trasposizione simbolica e, al contempo, la cifra ideale a cui Questi impronta la propria ansia d'affermazione. L'impotenza del personaggio che, nella penuria di mezzi, può solo far leva sulle proprie doti intellettuali e culturali, si autodenuncia nelle crisi attrattivo-repulsive dei suoi rapporti con gli altri. Le spinte disgregatrici della società, così, si traducono in interne strutture difensive che, talora, esplodono in azioni incresciose, talora si consumano in vaghe aspirazioni.
Nell'ottica socioeconomica è visto pure il personaggio di Federico Monti. Il suo è l'atteggiamento distaccato e sereno di chi guarda il mondo dal piedistallo di una salda condizione d'agiatezza. Egli può permettersi di coltivare gli studi di medicina, indipendentemente dalla pratica professionale, nella propria villa “La rustica”. La divergenza di temperamento tra Filippo Rubè e Federico balza evidente: “[…] prendeva sotto braccio Federico ch'era rimasto in piedi appoggiato allo stipite […] confidandogli con foga turbolenta molti suoi modi di sentire e di pensare […] e l'altro ascoltava con attenzione compiacente e pacata come se nulla fosse nuovo sotto il sole” (Rubè, Milano 1974, p. 19).
È una divergenza d'atteggiamenti che si pone pure nel dialogo dei due nella stanza di Rubè, fra stoica attesa dell'uno e delirante volontarismo dell'altro, ove sono colte, altresì, differenze d'ordine sociale: “Hai avuto torto – gli disse Filippo – a non venire iersera. Di tutti i miei discorsi è stato il migliore”.